# Aston Martin DBS V12
Pour les articles homonymes, voir Aston Martin DBS.
L'Aston Martin DBS, nom déjà utilisé auparavant pour un modèle des années 1960-1970, est une évolution plus sportive de la DB9. Produite par le constructeur britannique Aston Martin de 2007 à 2012, sa fabrication était basée à Gaydon en Angleterre.

## Caractéristiques

### Design
Le design de la DBS se devait de correspondre à la devise de la marque « Power, Beauty & Soul », affichée sur l'écran situé entre le compteur de vitesse et le compte-tours lors de la mise en route du moteur. Basé sur une DB9, la DBS s'en différencie à l'extérieur visuellement grâce à des boucliers avant et arrière modifiés typés sport. Deux ouvertures supplémentaires ont fait leur apparition sur le capot pour améliorer le refroidissement du moteur.
La principale différence entre la DB9 et la DBS est la carrosserie, celle de la DBS étant largement constituée de panneaux en fibre de carbone, à l'exception de la cellule centrale commune aux deux modèles. Intérieurement, plusieurs parties sont aussi en carbone tels que les accoudoirs et d'autres éléments de décoration.

### Performances
Elle est équipée d'un moteur V12 atmosphérique de 5,9 L de cylindrée, développant 517 ch à 6 500 tr/min (soit environ 40 de plus que la DB9) et un couple de 570 N m à 5 750 tr/min. Ce bloc est accouplé à une boîte de vitesses manuelle à six rapports ou à une boîte automatique dénommée « Touchtronic ». Ainsi motorisée, la DBS atteint 302 km/h en pointe et accélère de 0 à 100 km/h en 4,3 s.
Elle reçoit une préparation moteur sur la base du V12 de la DB9 et des modifications sur les trains roulants. Ces deux facteurs contribuent à améliorer le rapport poids-puissance de ce coupé.

## DBS Volante

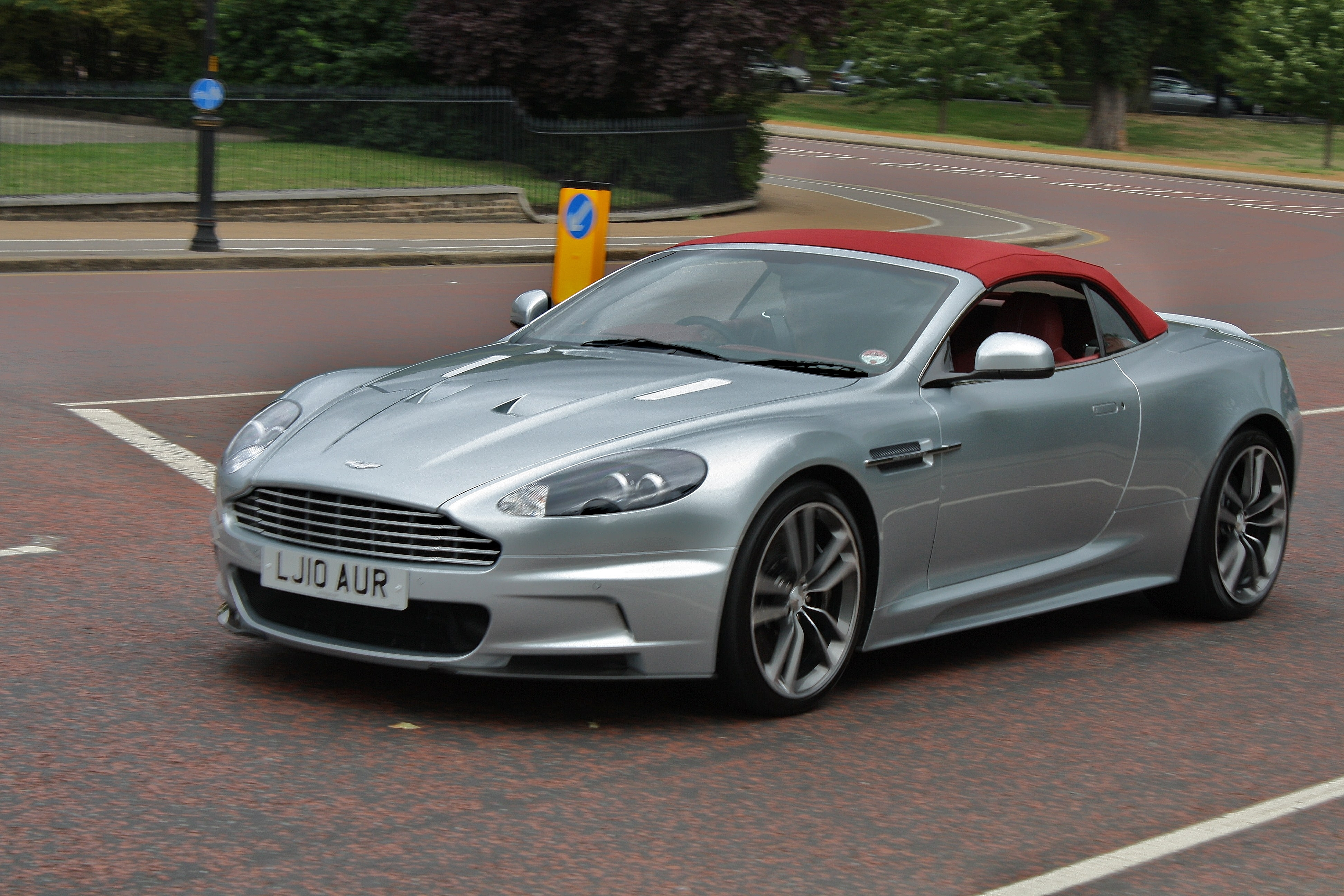
Une DBS Volante.

La DBS Volante est la version cabriolet, utilisant une capote en toile pour garder les lignes du coupé. Elle conserve la même motorisation et revendique les mêmes performances : 4,3 s pour le 0 à 100 km/h.

## Séries spéciales

### DBS Zagato Centennial

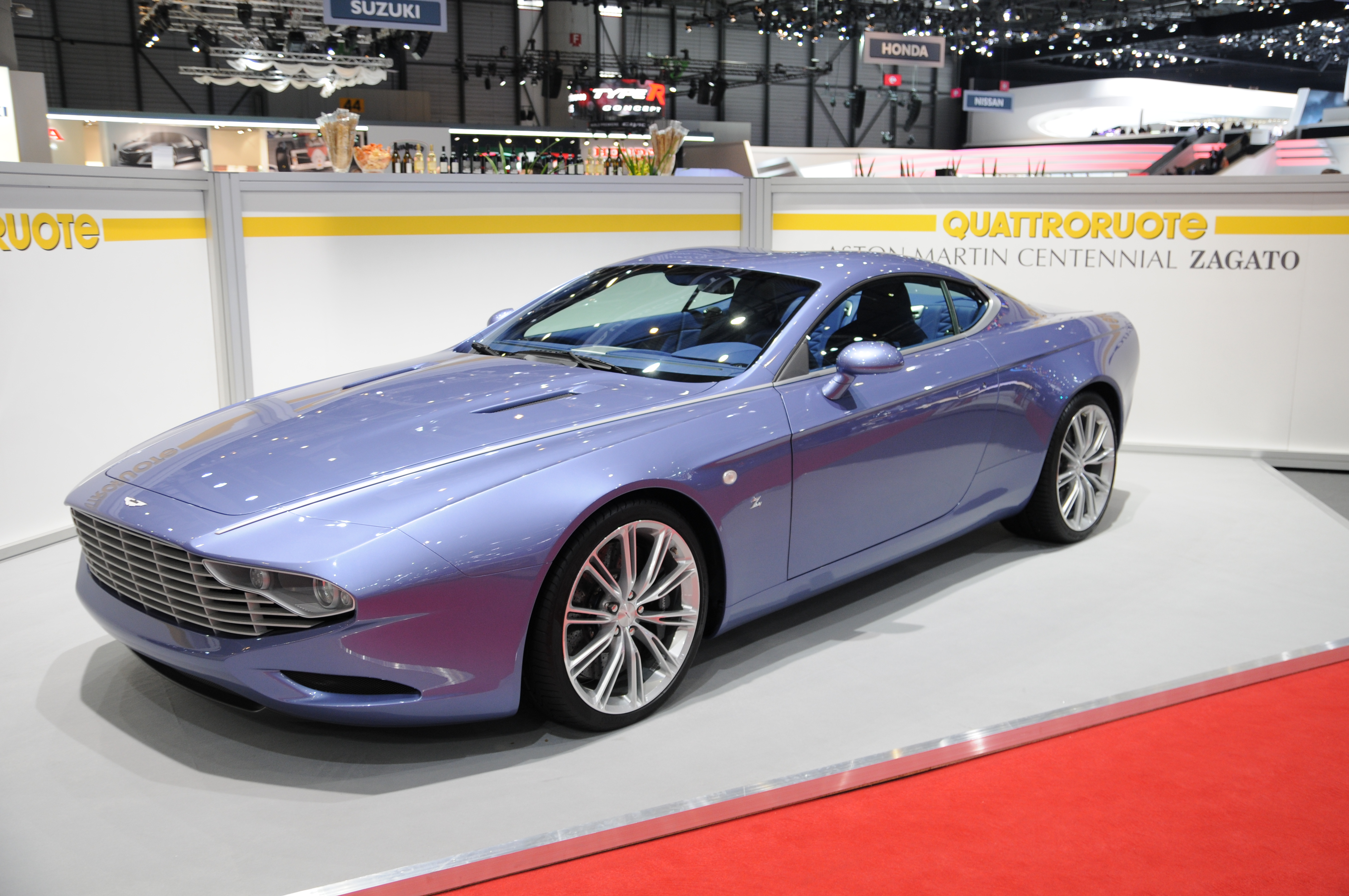
DBS Zagato Centennial.

La DBS Zagato Centennial est un modèle unique réalisé par Zagato pour les 100 ans d'Aston Martin en 2013 et basée sur la DBS V12. Elle est présentée le 21 juillet 2013 au parc royal de Kensington Gardens à Londres. Complètement recarrossée, elle n'a plus aucune ressemblance avec la V12.

## Cinéma
Des prototypes de l'Aston Martin DBS sont visibles au cinéma, notamment dans le film James Bond de 2006 Casino Royale, avant même leur présentation publique au Pebble Beach Concours d'Elegance d'août 2007 aux États-Unis, et plus d'un an avant les premières livraisons, poussant un peu plus loin la stratégie de placement de produit qui lie depuis 1964 Aston Martin et les producteurs des films de James Bond. Dans ce film, la DBS est pulvérisée après une apparition assez courte à l'écran. Le cascadeur Adam Kirley (doublure de Daniel Craig) inscrit ainsi le record du plus grand nombre de tonneaux (sept en tout) pour cette cascade réalisée à 120 km/h.

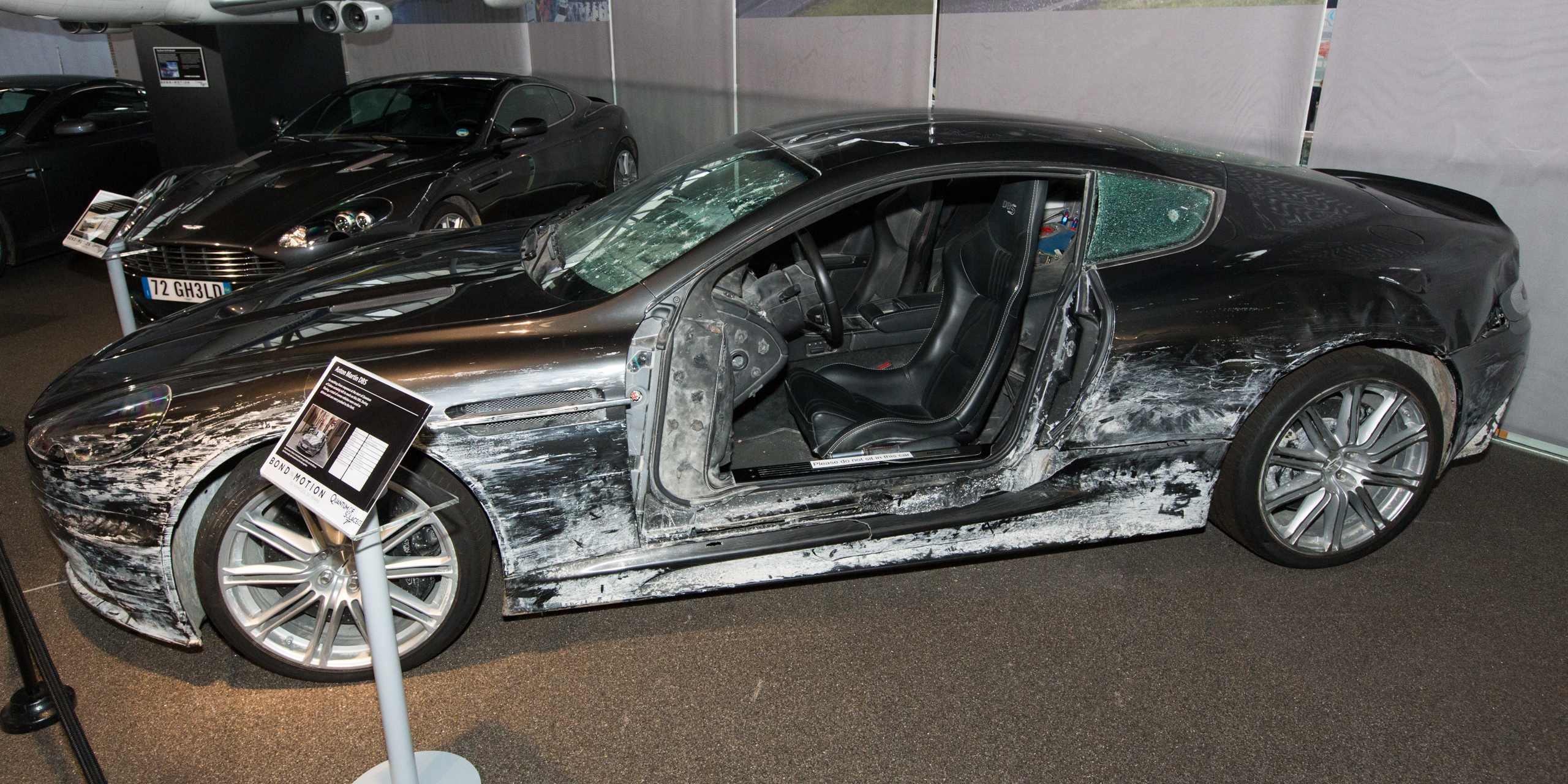
L'Aston Martin DBS V12 après la course poursuite de Quantum of solace.

Elle est également présente au début du film James Bond de 2008 Quantum of Solace, suite de Casino Royale, lors d'une course poursuite dans les environs du Lac de Garde où la voiture finit en piteux état après la scène d'action.